# Master list of Nixon’s political opponents

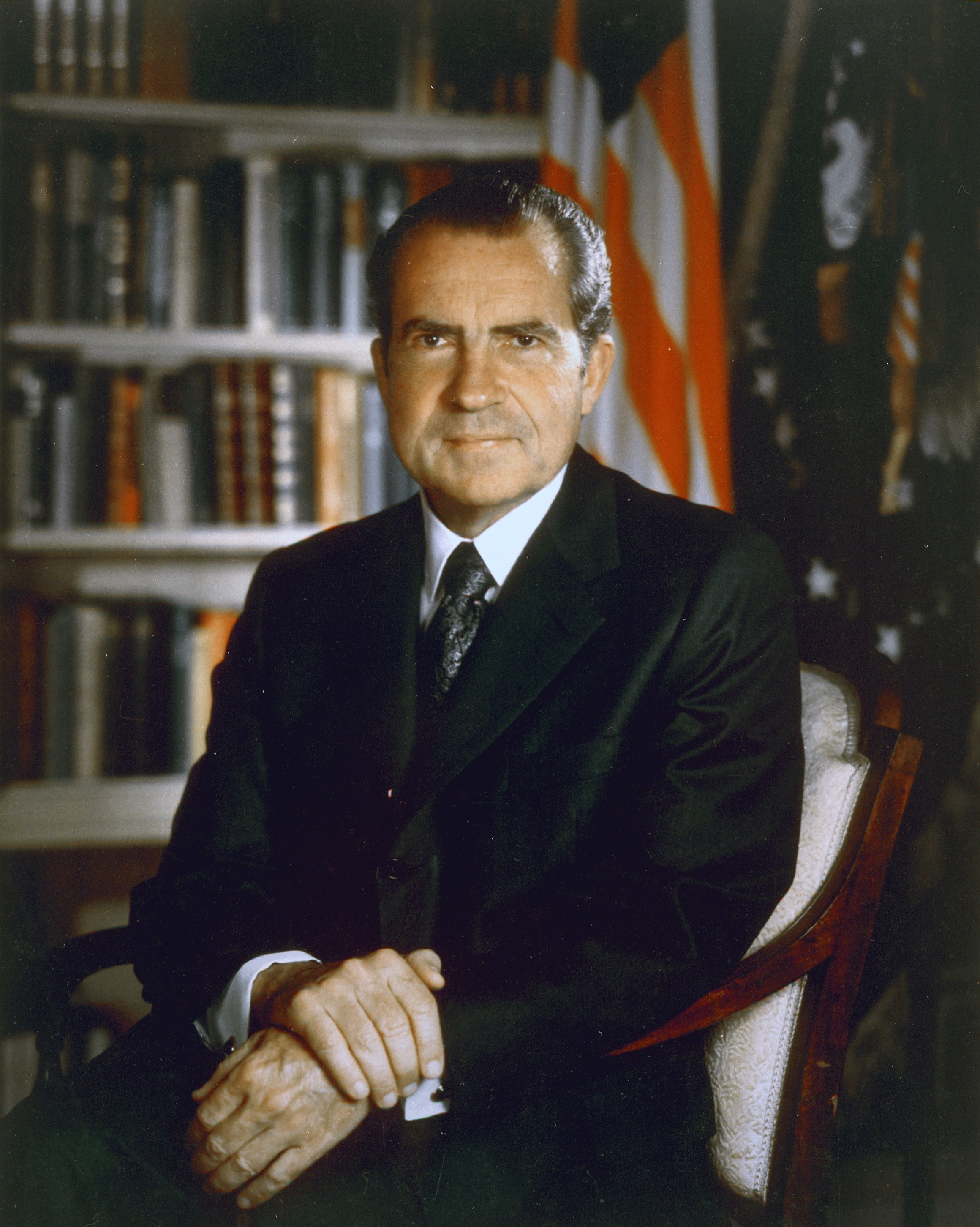
Präsident Richard Nixon (1971)

Die Master list of Nixon’s political opponents ist die umgangssprachliche Bezeichnung für eine Liste von US-Präsident Richard Nixons politischen Hauptgegnern. Sie wurde als ausführliche Ergänzung zu Nixons Feindesliste verfasst, welche die 20 Hauptgegner enthielt. Die Liste war Teil einer Kampagne gegen Nixons Gegner durch Untersuchungen der IRS (oberste Steuerbehörde der USA), durch Manipulationen ihrer Kreditwürdigkeit, Verweigerung öffentlicher Aufträge, Gerichtsprozesse und Strafverfolgung.

## Einträge

### Senatoren
Mitglieder des Senats der Vereinigten Staaten:
- Birch Bayh (1928–2019), demokratischer Senator für Indiana
- J. William Fulbright (1905–1995), demokratischer Senator für Arkansas
- Fred R. Harris (1930–2024), demokratischer Senator für Oklahoma
- Harold Hughes (1922–1996), demokratischer Senator für Iowa
- Edward Kennedy (1932–2009), demokratischer Senator für Massachusetts
- George McGovern (1922–2012), demokratischer Senator für South Dakota
- Walter Mondale (1928–2021), demokratischer Senator für Minnesota
- Edmund S. Muskie (1914–1996), demokratischer Senator für Maine
- Gaylord Nelson (1916–2005), demokratischer Senator für Wisconsin
- William Proxmire (1915–2005), demokratischer Senator für Wisconsin

### Abgeordnete
Mitglieder des Repräsentantenhauses der Vereinigten Staaten:
- Bella Abzug (1920–1998), demokratische Abgeordnete für New York
- William R. Anderson (1921–2007), demokratischer Abgeordneter für Tennessee
- John Brademas (1927–2016), demokratischer Abgeordneter für Indiana
- Robert Drinan (1920–2007), demokratischer Abgeordneter für Massachusetts
- Robert Kastenmeier (1924–2015), demokratischer Abgeordneter für Wisconsin
- Wright Patman (1893–1976), demokratischer Abgeordneter für Texas

### Afroamerikanische Mitglieder einer der Kammern
- Shirley Chisholm (1924–2005), demokratische Abgeordnete aus New York
- William Clay (1931–2025), demokratischer Abgeordneter aus Missouri
- George Collins (1925–1972), demokratischer Abgeordneter aus Illinois
- John Conyers (1929–2019), demokratischer Abgeordneter aus Michigan
- Ron Dellums (1935–2018), demokratischer Abgeordneter aus Kalifornien
- Charles Diggs (1922–1998), demokratischer Abgeordneter aus Michigan
- Augustus F. Hawkins (1907–2007), demokratischer Abgeordneter aus Kalifornien
- Ralph Metcalfe (1910–1978), demokratischer Abgeordneter aus Illinois
- Robert N. C. Nix (1898–1987), demokratischer Abgeordneter aus Pennsylvania
- Parren Mitchell (1922–2007), demokratischer Abgeordneter aus Maryland
- Charles Rangel (1930–2025), demokratischer Abgeordneter aus New York
- Louis Stokes (1925–2015), demokratischer Abgeordneter aus Ohio

### Andere Politiker
- John Lindsay (1921–2000), Bürgermeister von New York City
- Eugene McCarthy (1916–2005), demokratischer Senator für Minnesota
- George Wallace (1919–1998), demokratischer Gouverneur von Alabama
- Sargent Shriver (1915–2011), wichtiger Berater der Präsidenten Kennedy und Johnson, Kandidat für das Amt des Vizepräsidenten bei der Wahl 1972

### Organisationen
- Black Panther Party
- Brookings Institution
- Business Executives Move for Vietnam Peace
- National Committee for an Effective Congress
- Common Cause
- Congressional Black Caucus
- AFL-CIO
- Council for a Livable World
- National Farmers Union (United States)
- Institute for Policy Studies
- National Economic Council, Inc.
- National Education Association
- National Student Association
- National Welfare Rights Organization
- Potomac Associates
- Peace Action
- Southern Christian Leadership Conference
- National Convocation on the Challenge of Building Peace
- Businessmen's Educational Fund

### Gewerkschafter
- Karl Feller, Präsident der International Union United Brewery. Flour, Cereal, Soft Drink and Distillery Workers
- Harold J. Gibbons (1910–1982), Vizepräsident von Teamsters
- A F Grospiron, Präsident der Oil, Chemical Atomic Workers International Union
- Matthew Guinan, Präsident der Transport Work. Union of America, New York City
- Paul Jennings, Präsident von United Electrical, Radio and Machine Workers of America
- Herman D. Kenin, Vizepräsident der AFL-CIO
- Lane Kirkland (1922–1999), von AFL-CIO („we must deal with him“)
- Frederick O’Neal (1905–1992), Präsident der Associated Actors and Artistes of America
- William Pollock, Präsident der Textile Workers Union of America
- Jacob Potofsky Präsident der Amalgam. Clothing Workers of America
- Leonard Woodcock (1911–2001), Präsident der United Auto Workers
- Jerry Wurf, Präsident von American Federal, State, County and Municipal Employ
- Nathaniel Goldfinger, AFL-CIO
- I. W. Abel, United Steelworkers

### Medien
- Jack Anderson, Kolumnist, Washington Merry-Go-Round
- Jim Bishop, Kolumnist, King Features Syndicate
- Thomas Braden, Kolumnist, Los Angeles Times Syndicate
- D.J.R. Bruckner, Los Angeles Times Syndicate
- Marquis Childs, Washington Korrespondent, St. Louis Post Dispatch
- James Deakin, White House - Korrespondent, St. Louis Post Dispatch
- James Doyle, Washington Star
- Richard Dudman, St. Louis Post Dispatch
- Jules Duscha, Washingtonian
- William Eaton, Chicago Daily News
- Rowland Evans Jr., Kolumnist, Publishers Hall
- Saul Friedman, Knight Newspapers, Kolumnist
- Clayton Fritchey, Kolumnist Washington-Korrespondent. Harper’s Magazine
- George Frazier, Boston Globe
- Katharine Graham, The Washington Post
- Pete Hamill, New York Post
- Michael Harrington, Autor, Socialist Party
- Sydney J. Harris, Kolumnist, Publishers Hall
- Robert Healy, Boston Globe
- William Hines, Jr., Journalist, Chicago Sun Times
- Stanley Karnow, Korrespondent, Washington Post
- Ted Knap, Kolumnist, New York Daily News
- Erwin Knoll, Progressive
- Morton Kondracke, Chicago Sun Times
- Joseph Kraft, Kolumnist, Publishers Hall
- James Laird, Philadelphia Inquirer
- Max Lerner, Kolumnist, New York Post: author, lecturer, professor (Brandeis University)
- Stanley Levey, Scripps Howard
- Flora Lewis Kolumnist
- Stuart Loory, Los Angeles Times
- Mary McGrory, Kolumnist New Left
- Frank Mankiewicz, Kolumnist Los Angeles Times
- James Millstone, St. Louis Post Dispatch
- Martin Nolan, Boston Globe
- Ed Guthman, Los Angeles Times
- Thomas O’Neill (1904–1971), Baltimore Sun
- John Pierson, Wall Street Journal
- William Prochnau, Seattle Times
- James Reston, New York Times
- Carl Rowan, Kolumnist, Publishers Hall
- Warren Unna, Washington Post, NET
- Harriet Van Horne, Kolumnist, New York Post
- Milton Viorst, Reporter und Autor
- James Wechsler, New York Post
- Tom Wicker, New York Times
- Garry Wills, Kolumnist und Autor von Nixon Agonistes
- New York Times
- Washington Post
- St Louis Post Dispatch
- Robert Manning, Redakteur Atlantic
- John Osborne, New Republic
- Richard Rovere, New Yorker
- Robert Sherrill (1924–2014), Nation
- Paul Samuelson (1915–2009), Newsweek
- Julian Goodman, CEO von NBC
- John Macy, Jr, Präsident der Public Broadcasting Corp
- Marvin Kalb, CBS
- Daniel Schorr, CBS
- Lem Tucker, NBC
- Sander Vanocur, NBC

### Prominenz und Filmstars
- Carol Channing, Schauspielerin
- Bill Cosby, Schauspieler
- Jane Fonda, Schauspielerin
- Dick Gregory, Comedian
- Steve McQueen, Schauspieler
- Joe Namath, Sportler
- Paul Newman, Schauspieler
- Gregory Peck, Schauspieler
- Tony Randall, Schauspieler
- Barbra Streisand, Schauspielerin

### Wirtschaftsführer
- Charles B. Beneson, Beneson Realty Co.
- Nelson Bengston, Bengston & Co.
- Holmes Brown, Continental Can Co.
- Benjamin Buttenwieser, Kuhn, Loeb & Co.
- Lawrence G. Chait, Lawrence G. Chait & Co., Inc.
- Ernest R. Chanes, Consolidated Water Conditioning Co.
- Maxwell Dane, Doyle, Dane & Bernbach, Inc.
- Charles H. Dyson, Dyson-Kissner Corp.
- Norman Eisner, Lincoln Graphic Arts.
- Charles B. Finch, Alleghany Power System, Inc.
- Katharine Graham, The Washington Post
- Frank Heineman, Men’s Wear International.
- George Hillman, Ellery Products Manufacturing Co.
- Bertram Lichtenstein, Delton Ltd.
- William Manealoff, Concord Steel Corp.
- Gerald McKee, McKee, Berger, Mansueto.
- Paul Milstein, Circle Industries Corp.
- Stewart R. Mott, Stewart R. Mott, Associates.
- Lawrence S. Phillips, Phillips-Van Heusen Corp.
- David Rose, Rose Associates.
- Julian Roth, Emery Roth & Sons.
- William Ruder, Ruder & Finn, Inc.
- Si Scharer, Scharer Associates, Inc.
- Alfred P. Slaner, Kayser-Roth Corp.
- Roger Sonnabend, Sonesta International Hotels.
- Mathew B. Zindroski, ZindrosCo Industrial Systems, Inc.

### Ergänzungen Bereich Wirtschaft
- Business Executives Move for Vietnam Peace and New National Priorities
- Morton Sweig, Präsident National Cleaning Contractors
- Alan V. Tishman, Vizepräsident Tishman Realty & Construction Co., Inc.
- Ira D. Wallach, Präsident Gottesman & Co., Inc.
- George Weissman, Präsident Philip Morris Corp.
- Ralph Weller, Präsident Otis Elevator Company

### Wirtschaft
- Clifford Alexander, Jr., Equal Opportunity Commission; Lyndon B. Johnsons Assistent
- Hugh Calkins, Harvard Corp
- Ramsey Clark, Weiss, Goldberg, Rifkind, Wharton & Garrison; früherer Generalstaatsanwalt
- Lloyd Cutler, Wilmer, Cutler & Pickering, Washington, D.C.
- Henry L. Kimelman, Spendensammler für George McGovern und Präsident der Overview Group
- Raymond Lapin, FNMA
- Hans F. Loeser, Boston Lawyers’ Vietnam Committee
- Robert McNamara, Weltbank
- Hans Morgenthau,
- Victor Palmieri, Rechtsanwalt und Unternehmensberater
- Arnold Picker, United Artists
- Robert S. Pirie, Harold Hughes, Rechtsanwalt
- Joseph Rosenfield, Harold Hughes, Rechtsanwalt
- Henry Rowen, Rand Corporation
- R Sargent Shriver, Jr., Botschafter und Kandidat für das Amt des Vizepräsidenten
- Theodore Sorensen, Rechtsanwalt bei Weiss, Goldberg, Rifkind, Wharton & Garrison, New York
- Ray Stark, Broadway-Produzent
- Howard Stein, Dreyfus Corporation.
- Milton Semer,
- George H. Talbot, Charlotte Liberty Mutual Insurance Co.
- Arthur Taylor, International Paper Company
- Jack Valenti, Motion Picture Association.
- Paul Warnke,
- Thomas I. Watson, Jr., IBM

### Professoren und Hochschullehrer
- Michael Ellis DeBakey, Baylor College of Medicine; leitender Chirurg des Ben Taub General Hospitals
- Derek Curtis Bok, Harvard Law School
- Kingman Brewster, Jr., Yale University
- McGeorge Bundy, Ford Foundation
- Avram Noam Chomsky, MIT
- Carl Djerassi, Stanford University
- Daniel Ellsberg, MIT
- George Drennen Fischer, National Education Association
- J. Kenneth Galbraith, Harvard
- Patricia Harris, Urban League
- Walter Heller, University of Minnesota
- Edwin Land, MIT
- Herbert Ley, Jr., Harvard
- Matthew Stanley Meselson, Harvard
- Lloyd N. Morrisett, University of California
- Joseph Rhodes, Jr., Harvard
- Bayard Rustin, A. Philip Randolph Institute
- David Selden, American Federation of Teachers
- Arthur Schlesinger, Jr., City University of New York
- Jeremy Stone, Federation of American Scientists
- Jerome Wiesner, MIT
- Samuel M. Lambert, National Education Association